# Caught with the Goods (film 1914)
Caught with the Goods è un cortometraggio muto del 1914 diretto da Ned Finley.

## Produzione
Il film fu prodotto dalla Vitagraph Company of America.

## Distribuzione
Distribuito dalla General Film Company, il film - un cortometraggio in due bobine - uscì nelle sale cinematografiche statunitensi il 3 febbraio 1914.